# In vivo
Als in vivo (lateinisch für ‚im Lebendigen‘) bezeichnet man in der Wissenschaft Prozesse, die im lebendigen Organismus ablaufen. Im Gegensatz dazu werden Abläufe, die in künstlicher Umgebung (z. B. im Reagenzglas) oder ganz allgemein außerhalb lebender Organismen stattfinden, mit dem Begriff in vitro belegt. Man sagt also beispielsweise, dass eine biochemische Reaktion entweder in vivo oder in vitro abläuft.
Forschungsergebnisse (z. B. Wirkstoffentwicklung), die unter (Labor-)Bedingungen in vitro erzielt werden, lassen sich unter den komplexeren Bedingungen im lebenden Organismus in vivo nicht unbedingt bestätigen. In-vivo-Studien sind daher wissenschaftliche Praxis zur Überprüfung von in vitro erlangten Erkenntnissen.

## In der Verhaltenstherapie
In der Verhaltenstherapie kennzeichnet der Zusatz in vivo eine Behandlung außerhalb der Behandlungsstätte, im Feld, z. B. Konfrontationstherapie in vivo (z. B. offene Plätze begehen, sich Höhen aussetzen, Aufzug fahren, Fliegen, Fragen stellen). Gegensatz: in sensu, d. h. (nur) in der Vorstellung.

## In der Bioinformatik
Neuerdings hat sich in der Bioinformatik für die Simulation von z. B. biochemischen Abläufen im Computer der Begriff in silico eingebürgert.